# Leo Becker
Pour les articles homonymes, voir Becker.
Leo Becker (né le 14 mars 1840 à Berlin et mort le 8 décembre 1886 au manoir de Neidenburg) est propriétaire de manoir, administrateur d'arrondissement et député du Reichstag.

## Biographie
Becker a fait ses études à Schnepfenthal près de Gotha et étudie au lycée de Friedrichswerder à Berlin jusqu'en 1857. Entre 1864 et 1866, il étudie aux académies agricoles de Proskau et d'Eldena (de). De 1857 à 1864, il apprend l'agriculture en pratique dans diverses fermes de Prusse-Orientale, de la Marche et de Silésie et, en 1866, prend en charge ses propres domaines. En tant que premier-lieutenant de la Landwehr, il participe aux guerres de 1866 et de 1870/71. À partir de 1876, il est député d'arrondissement de l'arrondissement de Neidenburg (de) et député du parlement provincial de Prusse-Orientale, de 1882 à 1886, il est administrateur de l'arrondissement de Neidenburg.
De 1878 à 1883, il est député du Reichstag pour la 8e circonscription de Königsberg avec le Parti du Reich allemand.